# Диттрих, Эрнст
Эрнст Диттрих (нем. Ernst Dittrich; 16 декабря 1868, Нови-Бор — 21 декабря 1948, Клостернойбург, Вин-Умгебунг) — австрийский архитектор, работавший в стиле модерн.

## Биография
Наряду с Ханнсом Корнбергером Эрнст Диттрих был одним из самых важных представителей Австрийского модерн в Федеральной земле на западе Австрии - Форарльберге, и одновременно на рубеже веков Диттрих также был центральным архитектором в городе Фельдкирхе.

## Работа

### Фельдкирх
- Земельный суд Фельдкирха (1903—1905)

- Финансовое управление (1911—1912)
- Жилое и коммерческое здание Чурер Тор 4/6 (1905 г.)
- Аптека, Кройцгассе 22 (1905 г.)
- Вилла Мэри, Райхенфельдгассе 2 (1907 г.)
- Вилла в Хейматстиле

### Дорнбирн
- Коммерческое здание Дёрлер